# Campionato del mondo di composizione scacchistica
Il Campionato del mondo di composizione scacchistica è una competizione triennale per la composizione di problemi e studi di scacchi, organizzata dalla FIDE attraverso la WFCC (World Federation for Chess Composition).
Ogni campionato è suddiviso in otto sezioni:
- A)   Problemi di matto in due mosse
- B)   Problemi di matto in tre mosse
- C)   Problemi di matto in più di tre mosse
- D)   Studi
- E)   Problemi di aiutomatto
- F)   Problemi di automatto
- G)   Problemi eterodossi (Fairy)
- H)   Problemi retro

Il primo campionato si svolse nel 1998-2000. La classifica provvisoria fu stilata nel 2001 ma il risultato ufficiale venne annunciato il 3 settembre 2002 nella riunione della PCCC di Portoroz.
I compositori che vogliono partecipare ad una o più sezioni devono inviare i loro problemi (al massimo sei, composti nei tre anni di durata del campionato) alla PCCC. I lavori vengono esaminati da una commissione composta da tre Giudici e ai migliori quattro viene assegnato un punteggio, che vale per la classifica finale. 

## Vincitori
| Sezione    | Oro                | Argento            | Bronzo               |
| ---------- | ------------------ | ------------------ | -------------------- |
| Due mosse  | Viktor Chepizny    | Marjan Kovačević   | Anatoly Slesarenko   |
| Tre mosse  | Mychajlo Marandjuk | Wieland Bruch      | Martin Wessels       |
| Più mosse  | Mychajlo Marandjuk | Michael Herzberg   | Aleksandr Kuzovkov   |
| Studi      | David Gurgenidze   | Nikolay Kralin     | Andrej Vysokosov     |
| Aiutomatti | Živko Janevski     | Valery Gurov       | Fadil Abdurahmanović |
| Automatti  | Petko Petkov       | Andrey Selivanov   | Aleksandr Azhusin    |
| Fairy      | Petko Petkov       | Reto Aschwanden    | Tadashi Wakashima    |
| Retro      | Aleksandr Kisljak  | Thierry Le Gleuher | Aleksandr Zolotarev  |
| Sezione    | Oro                | Argento              | Bronzo               |
| ---------- | ------------------ | -------------------- | -------------------- |
| Due mosse  | Marjan Kovačević   | Anatoly Slesarenko   | Vasyl Dyachuk        |
| Tre mosse  | Valery Shavirin    | Mychajlo Marandjuk   | Juri Marker          |
| Più mosse  | Mychajlo Marandjuk | Valery Shavirin      | Aleksandr Feoktistov |
| Studi      | Andrej Vysokosov   | Oleg Pervakov        | David Gurgenidze     |
| Aiutomatti | Valery Gurov       | Mario Parrinello     | Franz Pachl          |
| Automatti  | Andrey Selivanov   | Aleksandr Feoktistov | Živko Janevski       |
| Fairy      | Reto Aschwanden    | Klaus Wenda          | Juraj Lörinc         |
| Retro      | Thierry Le Gleuher | Aleksandr Kisljak    | Reto Aschwanden      |
| Sezione    | Oro                | Argento            | Bronzo                        |
| ---------- | ------------------ | ------------------ | ----------------------------- |
| Due mosse  | Vasyl Dyachuk      | Marjan Kovačević   | Wieland Bruch                 |
| Tre mosse  | Mychajlo Marandjuk | Valery Shavirin    | Aleksandr Bakharev            |
| Più mosse  | Mychajlo Marandjuk | Juri Marker        | Aleksandr Feoktistov          |
| Studi      | Oleg Pervakov      | Alexej Sochniev    | David Gurgenidze              |
| Aiutomatti | Viktor Chepizny    | Valery Gurov       | Michal Dragoun Živko Janevski |
| Automatti  | Andrey Selivanov   | Uri Avner          | Živko Janevski                |
| Fairy      | Michal Dragoun     | Juraj Lörinc       | Klaus Wenda                   |
| Retro      | Reto Aschwanden    | Thierry Le Gleuher | Dmitry Baibikov               |
| Sezione    | Oro                | Argento             | Bronzo              |
| ---------- | ------------------ | ------------------- | ------------------- |
| Due mosse  | Marjan Kovačević   | Peter Gvozdják      | Vasyl Dyachuk       |
| Tre mosse  | Mychajlo Marandjuk | Peter Gvozdják      | Alexandr Kuzovkov   |
| Più mosse  | Mychajlo Marandjuk | Alexandr Kuzovkov   | Alexandr Feoktistov |
| Studi      | Oleg Pervakov      | Sergiy Didukh       | Yuri Bazlov         |
| Aiutomatti | Alexandr Semenenko | Viktor Chepizhny    | Valery Gurov        |
| Automatti  | Andrey Selivanov   | Ivan Soroka         | Alexandr Feoktistov |
| Fairy      | Petko Petkov       | Peter Gvozdják      | Klaus Wenda         |
| Retro      | Dmitry Baibikov    | Dragan Lj. Petrović | Nicolas Dupont      |
| Sezione    | Oro                 | Argento            | Bronzo              |
| ---------- | ------------------- | ------------------ | ------------------- |
| Due mosse  | Marjan Kovačević    | Vasyl Dyachuk      | Valery Shanshin     |
| Tre mosse  | Alexandr Feoktistov | Mychajlo Marandjuk | Alexandr Kuzovkov   |
| Più mosse  | Mychajlo Marandjuk  | Alexandr Kuzovkov  | Alexandr Feoktistov |
| Studi      | Sergiy Didukh       | Richard Becker     | Oleg Pervakov       |
| Aiutomatti | Michal Dragoun      | Alexandr Semenenko | Viktor Chepizhny    |
| Automatti  | Andrey Selivanov    | Torsten Linss      | Diyan Kostadinov    |
| Fairy      | Petko Petkov        | Vlaicu Crisan      | Peter Gvozdják      |
| Retro      | Dmitry Baibikov     | Nikolai Beluhov    | Nicolas Dupont      |